# Nichnamtic
Nichnamtic es una localidad del estado mexicano de Chiapas. Es parte del municipio de Chamula.

## Demografía
| Gráfica de evolución demográfica |
|                                  |

| Censo | Población |
| ----- | --------- |
| 1960  | 237       |
| 1970  | 536       |
| 1980  | 812       |
| 1990  | 957       |
| 2000  | 1 435     |
| 2010  | 1 496     |
| 2020  | 1 488     |